# Epipterygium limbatulum
Epipterygium limbatulum là một loài rêu trong họ Bryaceae. Loài này được Renauld & Cardot Besch. mô tả khoa học đầu tiên năm 1898.